# Ritterella asymmetrica
Ritterella asymmetrica är en sjöpungsart som beskrevs av C.S. Millar 1966. Ritterella asymmetrica ingår i släktet Ritterella och familjen Ritterellidae. Inga underarter finns listade i Catalogue of Life.